# Vasileostrovskaja
Vasileostrovskaja (in russo Василеостровская?) è una stazione della Linea Nevsko-Vasileostrovskaja, la Linea 3 della metropolitana di San Pietroburgo. È stata inaugurata il 3 novembre 1967 e si trova sull'Isola Vasil'evskij, da cui prende il nome.